# Eublemma emir
Eublemma emir is een vlinder uit de familie van de spinneruilen (Erebidae). De wetenschappelijke naam van deze soort is voor het eerst voorgesteld als Thalpochares emir door Jules Culot in een publicatie uit 1915.
De soort komt voor in Algerije.